# Луксембург на Летњим олимпијским играма 2012.
Луксембург је учествовао на Летњим олимпијским играма 2012. у Лондону са делегацијом од 9 спортиста (4 жене и 5 мушкараца) који су се такмичили у 7 спортова (бициклизам, пливање, стрељаштво, стреличарство, стони тенис, тенис и џудо). Био је то 23. по реду наступ ове земље на Летњим олимпијским играма.
Националну заставау на цермонији свечаног отварања игара 27. јула носила је џудока Мари Милер. На овим играма Луксембуршки спортисти нису успели да освоје медаљу. Најбољи резултат остварила је џудока Мари Милер која је изгубила у мечу за бронзану медаљу, на крају освојивши укупно 5. место.

## Бициклизам
Друмска трка
За Луксембург је првобитно требало да наступе браћа Анди и Френк Шлек међутим обојица су одустала од наступа. Анди Шлек је одустао од игара због прелома кључне кости и замени га је Лоран Дидије. Френк је дисквалификован након позитивног допинг теста на забрањени сулфонамид ксипмид.
| Бициклиста      | Дисциплина            | Резултат | Пласман |
| --------------- | --------------------- | -------- | ------- |
| Лоран Дидије    | Друмска трка мушкарци | 5:46:37  | 64.     |
| Кристин Мајерус | Друмска трка жене     | 3:35:56  | 21.     |

## Стреличарство
Мушкарци
| Стреличар   | Дисциплина  | Селекциона рунда | Селекциона рунда | 1. коло                  | 2. коло            | 3. коло            | Четвртфинале       | Полуфинале         | Финале             | Финале           |
| Стреличар   | Дисциплина  | Резултат         | Позиција         | Противник Резултат       | Противник Резултат | Противник Резултат | Противник Резултат | Противник Резултат | Противник Резултат | Пласман          |
| ----------- | ----------- | ---------------- | ---------------- | ------------------------ | ------------------ | ------------------ | ------------------ | ------------------ | ------------------ | ---------------- |
| Џеф Хенкелс | Појединачно | 654              | 49.              | ван дер Вен (16) ИЗГ 2:6 | Није се пласирао   | Није се пласирао   | Није се пласирао   | Није се пласирао   | Није се пласирао   | Није се пласирао |

## Стрељаштво
Жене
| Стрелкиња  | Дисциплина         | Квалификације | Квалификације | Финале            | Финале            |
| Стрелкиња  | Дисциплина         | Поена         | Плас.         | Поена             | Плас.             |
| ---------- | ------------------ | ------------- | ------------- | ----------------- | ----------------- |
| Карол Калм | Ваздушна пушка 10м | 390           | 48.           | Није се пласирала | Није се пласирала |

## Пливање
Мушкарци
| Пливач          | Дисциплина    | Квалификације | Квалификације | Полуфинале       | Полуфинале       | Финале           | Финале           |
| Пливач          | Дисциплина    | Резултат      | Пласман       | Резултат         | Пласман          | Резултат         | Пласман          |
| --------------- | ------------- | ------------- | ------------- | ---------------- | ---------------- | ---------------- | ---------------- |
| Лоран Карнол    | 100м прсно    | 1:01,46       | 26.           | Није се пласирао | Није се пласирао | Није се пласирао | Није се пласирао |
| Лоран Карнол    | 200м прсно    | 2:10,83       | 12. КВ        | 2:11,17          | 15.              | Није се пласирао | Није се пласирао |
| Рафаел Стакјоти | 200м мешовито | 2:00,38       | 17.           | Није се пласирао | Није се пласирао | Није се пласирао | Није се пласирао |
| Рафаел Стакјоти | 400м мешовито | 4:17,20       | 18.           | Није се пласирао | Није се пласирао | Није се пласирао | Није се пласирао |

## Стони тенис
| Тенисерка  | Дисциплина  | Квалификације      | 1. коло            | 2. коло            | 3. коло            | 4. коло            | Четвртфинале       | Полуфинале         | Финале             | Финале            |
| Тенисерка  | Дисциплина  | Противник Резултат | Противник Резултат | Противник Резултат | Противник Резултат | Противник Резултат | Противник Резултат | Противник Резултат | Противник Резултат | Пласман           |
| ---------- | ----------- | ------------------ | ------------------ | ------------------ | ------------------ | ------------------ | ------------------ | ------------------ | ------------------ | ----------------- |
| Ни Сја Љен | Појединачно | Слободна           | Слободна           | А. Сјинг ИЗГ 2:4   | Није се пласирала  | Није се пласирала  | Није се пласирала  | Није се пласирала  | Није се пласирала  | Није се пласирала |

## Тенис
| Тенисер   | Дисциплина  | 1. коло               | 2. коло                                | 3. коло            | Четвртфинале       | Полуфинале         | Финале             | Финале           |
| Тенисер   | Дисциплина  | Противник Резултат    | Противник Резултат                     | Противник Резултат | Противник Резултат | Противник Резултат | Противник Резултат | Пласман          |
| --------- | ----------- | --------------------- | -------------------------------------- | ------------------ | ------------------ | ------------------ | ------------------ | ---------------- |
| Жил Милер | Појединачно | А. Унгур ПОБ 6:3, 6:3 | Д. Истомин ИЗГ 7:6(7:4), 6:7(3:7), 5:7 | Није се пласирао   | Није се пласирао   | Није се пласирао   | Није се пласирао   | Није се пласирао |

## Џудо
| Џудока     | Категорија | 1. коло                    | 2. коло                  | Четвртфинале            | Полуфинале         | Репасаж 1                 | Репасаж 2                  | Финале             | Финале  |
| Џудока     | Категорија | Противник Резултат         | Противник Резултат       | Противник Резултат      | Противник Резултат | Противник Резултат        | Противник Резултат         | Противник Резултат | Пласман |
| ---------- | ---------- | -------------------------- | ------------------------ | ----------------------- | ------------------ | ------------------------- | -------------------------- | ------------------ | ------- |
| Мари Милер | - до 52 кг | А. Караскоса ПОБ 0201–0000 | М. Гарсија ПОБ 1011–0002 | Ј. Бермој ИЗГ 0002–0011 | Није се пласирала  | К. Лежентје ПОБ 0101–0002 | Р. Форћинити ИЗГ 0001–0000 | Није се пласирала  | 5.      |